# Conolophia nigripuncta
Conolophia nigripuncta är en fjärilsart som beskrevs av George Francis Hampson 1891. Conolophia nigripuncta ingår i släktet Conolophia och familjen mätare. Inga underarter finns listade i Catalogue of Life.